# Cortyta diapera
Cortyta diapera là một loài bướm đêm trong họ Erebidae.